# Neil Kinnock
Neil Gordon Kinnock, baron Kinnock, né le 28 mars 1942 à Tredegar (pays de Galles), est un homme politique britannique. Ancien chef du Parti travailliste et ainsi chef de l'opposition officielle (1983-1992), qu'il mène lors des élections générales de 1987 et 1992, il entame par la suite une carrière à la Commission européenne, où il sera successivement commissaire européen aux Transports, de 1995 à 1999, puis vice-président de la Commission européenne, chargé de la Réforme administrative, de 1999 à 2004. En 2005, il entre à la Chambre des lords.

## Biographie
Dans le cadre de la reconstruction du Royaume-Uni après la Seconde Guerre mondiale, les parents de Neil Kinnock reçoivent un logement préfabriqué AIROH, sur lequel il fait le commentaire suivant : « Il était équipé d'un réfrigérateur, d'une table de cuisine qui se pliait dans le mur et d'une salle de bain. La famille et les amis venaient en visite pour voir ces merveilles. On avait l'impression de vivre dans un vaisseau spatial ».
Il est chef du Parti travailliste et chef de l'opposition officielle de 1983 à 1992, pendant les mandats de Margaret Thatcher et de John Major, mais échoue à deux reprises, lors des élections de 1987 et de 1992, où son parti est pourtant donné favori par les sondages quelques jours seulement avant le scrutin, à ramener la gauche au pouvoir. Il est député à la Chambre des communes de 1970 à 1995, d'abord pour la circonscription de Bedwellty (jusqu'en 1983) puis pour celle d'Islwyn, dans le Monmouthshire, au pays de Galles.
En 1984, il accepte d'apparaître dans une vidéo de la chanteuse Tracey Ullman (My guy). Le futur président américain Joe Biden, alors sénateur, reprend l'un de ses discours au cours des années 1980, fasciné par sa rhétorique.
En 1995, Neil Kinnock devient membre de la Commission européenne à Bruxelles, chargé des Transports dans la commission de Jacques Santer, poste qu'il conserve dans la commission de Manuel Marín en 1999. Il est nommé vice-président de la Commission européenne chargé de la Réforme administrative dans la commission de Romano Prodi, de 1999 à 2004. Partisan du « non » au référendum sur le maintien du Royaume-Uni dans les Communautés européennes en 1975, il milite en faveur du maintien du Royaume-Uni dans l'Union européenne en 2016.
En dépit de ses critiques antérieures contre la Chambre des lords, il accepte en 2005 d'être fait pair à vie, avec le titre de « baron Kinnock, de Bedwellty dans le comté de Gwent ». Président de l'université de Cardiff de 1998 à 2009, il est également président du British Council de 2004 à 2009.

## Famille
Neil Kinnock rencontre Glenys Kinnock (née Parry) au début des années 1960 à l'université de Cardiff. Ils se marient le 25 mars 1967. Après son élection au Parlement européen en 1994, où elle siège jusqu'en 2009, Glenys Kinnock est nommée pair à vie la même année. Le couple Kinnock devient à cette occasion l'un des rares couples dont les deux membres sont membres in personam de la Chambre des lords. Entre 2009 et 2010, elle est ministre d'État au Bureau des Affaires étrangères et du Commonwealth sous le secrétaire d'État David Miliband. En 2021, atteinte de la maladie d'Alzheimer, elle annonce se retirer de ses engagements à la Chambre des lords.
Leur fils Stephen Kinnock est marié à la femme politique danoise Helle Thorning-Schmidt, présidente des Sociaux-démocrates et ministre d'État du Danemark (chef du gouvernement) d'octobre 2011 à juin 2015. Il est lui-même élu député à la Chambre des communes lors des élections générales de 2015.